# スイス・フラン
スイス・フラン（ドイツ語: Schweizer Franken（シュヴァイツァー・フランケン）、フランス語: franc suisse（フラン・スュイス）、イタリア語: franco svizzero（フランコ・ズヴィッツェロ）、ロマンシュ語: franc svizzer（フランク・スヴィッツェル））は、スイスとリヒテンシュタインの通貨。加えて、イタリアの飛地カンピョーネ・ディターリアの通貨、ドイツの飛地ビュージンゲンの非公式な通貨である。
通貨記号はFr.、SFr.、CHF（ラテン語国名の Confoederatio Helvetica Franc の頭文字）。ISO 4217の通貨コードはCHFで表す。補助単位はそれぞれの言語でラッペン（ドイツ語: Rappen, Rp.）、サンチーム（フランス語: centime, c.）、チェンテージモ（イタリア語: centesimo, ct.）、ラップ（ロマンシュ語: rap, rp.）と呼ばれ、1フランの100分の1に値する。対円レートは固定相場制の時が89→83円、変動相場制に移行してからは58円 - 154円の間で推移している。

## 概要
スイス・フランは従来より、国際金融市場において、イギリス・ポンド、ドイツ・マルク、フランス・フランと並ぶ重要な通貨であった。欧州連合統一通貨ユーロの誕生後は、ユーロ圏に浮かぶ孤島となってしまってもなお、国際社会における永世中立国スイスの地位により、「金（地金）よりも堅い」といわれるように、世界で最も安定した国際通貨として知られており、その重要性はいささかも変わっていない。
戦争などの有事や金融危機などの際には、日本円などと共に「安全資産」「避難貨」とも呼ばれ、フラン相場が上昇する。外国為替市場における取引量は、米ドル・ユーロ・日本円・英ポンドに次ぐ取引規模を有し、また国際決済通貨のひとつであるため、自国の通貨が不安定な国家では、世界との貿易に、米ドルに代わってスイス・フランが使われることも多い。

## 歴史

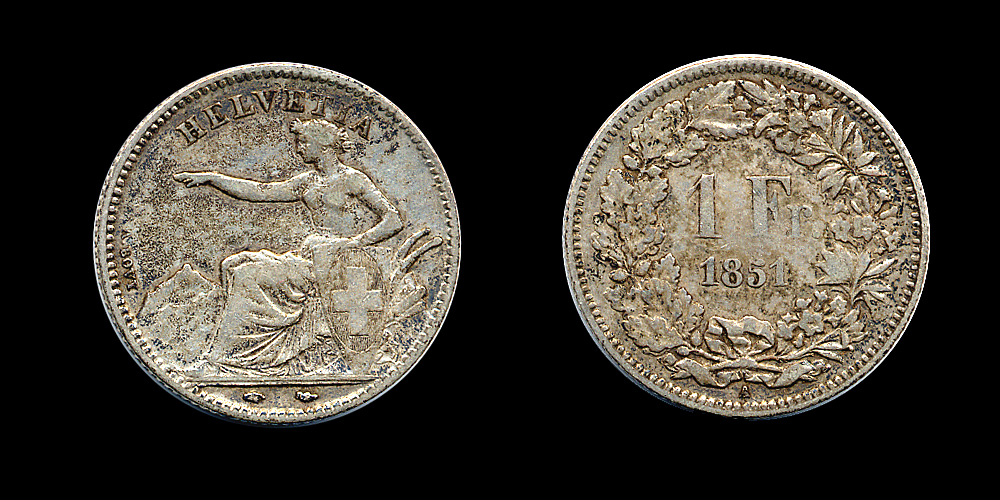
最初の1フラン銀貨 1851年銘

1848年のスイス連邦成立時、各カントンでばらばらであった通貨を統合することになり、1850年に正式にスイス・フランが制定された。当時のフランス・フランに倣って、品位.900重量5グラム（純銀含有量は4.5グラム）の1フラン銀貨をもって基準通貨とする実質的な銀本位制であった。最初に鋳造されたフラン硬貨は写真のデザインのもので、現在の硬貨とは違う図案であった。1/2・1・2・5フラン銀貨がパリ造幣局でフランス・フランと同じ仕様で鋳造された（パリ造幣局のAのミントマークが裏面下に刻印されている）。スイスは、その後1865年のラテン通貨同盟に参加し、更に1876年にはフランスに続き金本位制に移行した。
この通貨同盟の加盟国ベルギーは、全ての銀貨の品位を引き下げ補助貨幣にすることを提案したが、フランスの猛烈な反対に遭い、5フラン銀貨を本位貨幣として残すことになった。つまり実質的には、金銀複本位制となった。この決定を受け、スイスも新しいデザインの硬貨を鋳造した。1874年から2フラン銀貨、1875年から1/2フランと1フラン銀貨が鋳造され発行されたのである。この銀貨は品位を.835に落とした補助貨幣であり、そのデザインは現在に至るまで変更されていない。なお、5フラン銀貨は品位.900のまま1928年まで鋳造されていた。
リヒテンシュタインでは、過去においてはオーストリアと経済的繋がりを持っていたため、通貨もクローネ基準であったが、第一次世界大戦以後はスイスとの関係が強まり、通貨もフラン基準となった。1924年までは独自の流通用の銀貨が発行されていたものの、現在はスイスの硬貨と紙幣がそのまま流通し、独自の通貨は記念硬貨など、収集家向けの硬貨のみを発行するに留まっている。

### スイスフラン・ショック
2015年1月15日、スイス国立銀行は2011年9月から、1ユーロ=1.2スイスフランに設定していた対ユーロ上限を撤廃し、為替介入を廃止することを突然発表した。これにより同日には一時1ユーロ=0.8517フランの過去最高値を付け、ユーロに対して41%の上昇となった。
このスイスフラン暴騰に連鎖して、世界の株式市場の下落や外国為替証拠金取引の混乱、アルパリUK等の超大手両替商の倒産などの混乱が発生した。フラン/円の場合で例えると、わずか数分の間に約53円(5300pips)の上昇から約30円(3000pips)の下落となり、その後数時間は円単位（100pips）で相場が乱高下した。

## 硬貨

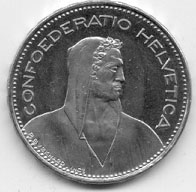
5フラン硬貨（白銅貨）

スイスの現行硬貨は、5・10・20ラッペン（サンチーム）、1/2・1・2・5フランの7種類。

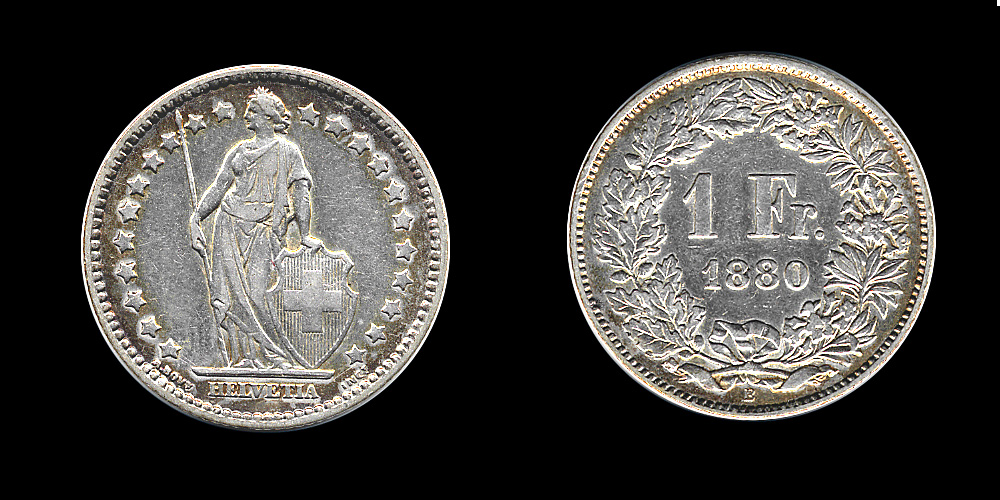
1フラン硬貨 1880年銘（銀貨）

かつて発行されていた硬貨として、1ラッペン銅貨と2ラッペン銅貨がある。
- 1ラッペン銅貨は発行末期にはセット販売用に製造されていたが、2007年1月1日に市場での流通が停止された。2026年までスイス国立銀行で5ラッペン以上の現行通貨との交換のみ可能となっている。
- 2ラッペン銅貨は1974年で製造が打ち切られ、その後1978年に市場での流通が停止され、最終的には1997年に交換も停止されて完全に失効した。

スイスの硬貨はこれまで様々な材質で製造されてきており、これらが長期に渡って流通している。しかし、近年になって自動販売機の普及、銀行のATMでの硬貨の利用の増加などにより支障をきたすようになった。現在の硬貨は5ラッペンの黄銅貨を除き全て白銅貨である。かつてフラン硬貨は.835品位の銀貨であったが、1971年以降回収が行われ、現在は市中で銀貨を見かけることはない。また、5・10・20ラッペン硬貨のうち、純ニッケル素材の硬貨も、2004年に流通停止になっている。このほか5フラン硬貨も周囲のギザに相当する部分に刻まれた文字がレリーフ状になっているタイプと彫り込んだタイプが存在し、この彫り込んだタイプも自動販売機の誤作動を招くために流通停止となっている。20ラッペン硬貨と1/2フラン硬貨は現在では同じ白銅貨として製造され流通しているが、20ラッペン硬貨より1/2フラン硬貨の方が高額面にもかかわらずサイズが小さく重量も軽いのは、かつて1/2フラン硬貨が銀貨だった名残である。
現在流通している硬貨のうち2フラン以下の6種類の硬貨のデザインは、フラン硬貨がヘルヴェティア女神の立像、ラッペン硬貨が同じく頭像で、これらの図案は1870年代から変更されていない。材質こそ銀や純ニッケルから白銅に変ったが、概ね150年もの間同じデザインの硬貨が流通しているような国は、他には全く見当たらない。これは如何にスイス・フランが安定している通貨であるかの裏付けに他ならない。なお、低・中額面硬貨のヘルヴェティア女神像に対し、最高額面の5フラン硬貨のデザインは羊飼いの男性の横顔（ポール・バークハード作）となっている。この5フラン硬貨は、広く一般に流通している硬貨においては、日本の500円硬貨と並んで先進諸国の硬貨では最も実質価値の高い額面の硬貨である。

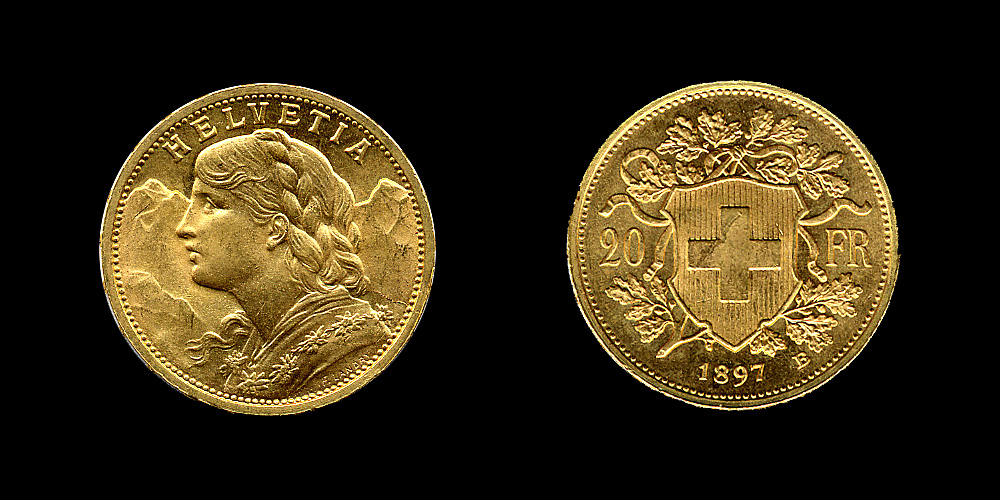
20フラン金貨 1897年銘（ブレネリ）

この他の硬貨として、1880年代から10フラン、20フランの本位金貨が流通していた。20フラン金貨はラテン通貨同盟の基準金貨でフランスの20フラン金貨（ナポレオン金貨）と同じ6.4516グラムの重量を有する金純度90%の金貨で、アルプスの少女「ブレネリ」が描かれていた。
スイスの硬貨においては、公用語全てをもって国名表示することが困難であるため、基本的に国名はラテン語名の HELVETIA または CONFOEDERATIO HELVETICA の銘が使われている。

### 通常硬貨の種類
- 1ラッペン
  - 1850 - 1941年: 銅貨（表: 紋章、裏: 花輪と額面）
  - 1942 - 1946年: 亜鉛貨（表: 紋章、裏: 花輪と額面）
  - 1948 - 2006年: 青銅貨（表: 白十字、裏: 麦の穂と額面）
- 2ラッペン
  - 1850 - 1941年: 銅貨（表: 紋章、裏: 花輪と額面）
  - 1942 - 1946年: 亜鉛貨（表: 紋章、裏: 花輪と額面）
  - 1947 - 1974年: 青銅貨（表: 白十字、裏: 麦の穂と額面）
- 5ラッペン
  - 1850 - 1877年: 洋銀貨（表: 紋章、裏: 花輪と額面）
  - 1879 - 1917年: 白銅貨（表: ヘルヴェティア頭像、裏: 花輪と額面）
  - 1918年: 黄銅貨（表: ヘルヴェティア頭像　裏: 花輪と額面）
  - 1919 - 1931年: 白銅貨（表: ヘルヴェティア頭像、裏: 花輪と額面）
  - 1932 - 1941年: ニッケル貨（表: ヘルヴェティア頭像、裏: 花輪と額面）
  - 1940、1942 - 1980年: 白銅貨（表: ヘルヴェティア頭像、裏: 花輪と額面）
  - 1981年以降: アルミ黄銅貨（表: ヘルヴェティア頭像、裏: 花輪と額面）
- 10ラッペン
  - 1850 - 1876年: 洋銀貨（表: 紋章　裏: 花輪と額面）
  - 1879 - 1915年: 白銅貨（表: ヘルヴェティア頭像、裏: 花輪と額面）
  - 1918 - 1919年: 黄銅貨（表: ヘルヴェティア頭像、裏: 花輪と額面）
  - 1919 - 1931年: 白銅貨（表: ヘルヴェティア頭像、裏: 花輪と額面）
  - 1932 - 1939年: ニッケル貨（表: ヘルヴェティア頭像、裏: 花輪と額面）
  - 1940年以降: 白銅貨（表: ヘルヴェティア頭像、裏: 花輪と額面）
- 20ラッペン
  - 1850 - 1859年: 洋銀貨（表: 紋章、裏: 花輪と額面）
  - 1881 - 1938年: ニッケル貨（表: ヘルヴェティア頭像、裏: 花輪と額面）
  - 1939年以降: 白銅貨（表: ヘルヴェティア頭像、裏: 花輪と額面）
- 1/2フラン
  - 1850 - 1851年: 銀貨（品位.900、2.5グラム）ヘルヴェティア女神坐像。
  - 1875 - 1967年: 銀貨（品位.835、2.5グラム）ヘルヴェティア女神立像。
  - 1968年以降: 白銅貨（仕様変更2度）
- 1フラン
  - 1850 - 1857年: 銀貨（品位.900、5グラム）ヘルヴェティア女神坐像。
  - 1860 - 1861年: 銀貨（品位.800、5グラム）ヘルヴェティア女神坐像。
  - 1875 - 1967年: 銀貨（品位.835、5グラム）ヘルヴェティア女神立像。
  - 1968年以降: 白銅貨（仕様変更2度）
- 2フラン
  - 1850 - 1857年: 銀貨（品位.900、10グラム）ヘルヴェティア女神坐像。
  - 1860 - 1863年: 銀貨（品位.800、10グラム）ヘルヴェティア女神坐像。
  - 1874 - 1967年: 銀貨（品位.835、10グラム）ヘルヴェティア女神立像。
  - 1968年以降: 白銅貨（仕様変更2度）
- 5フラン
  - 1850 - 1874年: 銀貨（品位.900、25グラム）ヘルヴェティア女神坐像。
  - 1888 - 1916年: 銀貨（品位.900、25グラム）ヘルヴェティア女神頭像。
  - 1922 - 1923年: 銀貨（品位.900、25グラム）羊飼いの男性[注 1]。
  - 1924 - 1928年: 銀貨（品位.900、25グラム）羊飼いの男性（図案修正）。
  - 1931 - 1969年: 銀貨（品位.835、15グラム）羊飼いの男性（小型化）。
  - 1968、1970年以降: 白銅貨（仕様変更3度）
- 10フラン
  - 1911 - 1922年: 金貨（品位.900、3.2258グラム）ブレネリ。
- 20フラン
  - 1883年: 金貨（品位.900、6.4516グラム）ヘルヴェティア女神頭像（周囲ギザ）。
  - 1886 - 1896年: 金貨（品位.900、6.4516グラム）ヘルヴェティア女神頭像（周囲文字）。
  - 1897 - 1949年: 金貨（品位.900、6.4516グラム）ブレネリ。
- 100フラン
  - 1925年: 金貨（品位.900、32.2581グラム）ブレネリ。

なお、硬貨の裏面に描かれた花輪は、1,2ラッペンが月桂樹、5ラッペンが葡萄、10ラッペンが樫の葉、20ラッペンが石楠花となっている。フラン硬貨には各種の植物の組み合わせの花輪が描かれている。5フラン硬貨にはエーデルヴァイスも描かれている。
スイスの硬貨は最初にも記したが、概ね1875年以降現在に至るまで図案の変更はなく、種類に乏しい嫌いがあるため、収集家は勢い記念硬貨の収集に走るが、通常硬貨を年号別に収集すると膨大なコレクションになるので、一部のマニアのターゲットになっている。

### ミントマーク
スイスの硬貨は、原則的にベルン造幣廠（現: スイス連邦造幣局）で鋳造されているが、初期の硬貨に関しては、パリ・ストラスブール・ブリュッセルで鋳造されたものがある。各々の鋳造硬貨は、次の通りである。
- パリ（ミントマークは「A」）
  - 1850・1851年: 1Rap.、2Rap.、1/2Fr.、1Fr.、2Fr.（1850のみ）、5Fr.
  - 1894年: 1/2Fr.、1Fr.、2Fr.
- ストラスブール（ミントマークは「AB」）
  - 1850年: 5Rap.（この硬貨は非常に希少である）
- ストラスブール（ミントマークは「BB」）
  - 1850・1851年: 5Rap.、10Rap.、20Rap.
- ブリュッセル（ミントマークは「B.」）
  - 1874年: 5Fr.

硬貨にはミントマーク（ベルン造幣廠はB）を刻むのが慣わしであったが、1970年代から80年代の一時期、全ての硬貨からミントマークが削除された時期があった。

### 記念硬貨
スイスではこれまでに様々な記念の硬貨も発行されてきたが、中でも1855年から発行されている射撃大会の記念硬貨は希少価値も高く、コレクターの注目アイテムである。1970年代以降は、ほぼ毎年各種の記念硬貨が定期的に発行されている他、コレクター向けの地金型、収集型の金貨や銀貨も発行されている。日本ではこれらの収集型金貨は、予約し抽選で購入者が決まる事が多いが、スイスではほとんどの場合、銀行等で誰でもすぐに購入できる。また、造幣局のウェブ通販で海外からも購入できる。各国の記念硬貨の例に漏れず、スイスでも通常仕様のものとプルーフ仕様のものが発行されている。

## 紙幣
スイス国立銀行より、10フラン、20フラン、50フラン、100フラン、200フラン、1000フランの銀行券が発行されている。発行が停止されたが2020年4月30日まで有効な紙幣として500フラン紙幣がある。
スイスの紙幣は硬貨と異なり、高い頻度で刷新されている。だがこれも偽札の発生と流通を防ぐという観点からスイス・フランの安定性を維持する為に不可欠な要素であり、それ故か紙幣には低額面であっても非常に高度なホログラフィーなどの偽造防止技術が採用されている。現行の紙幣は2016年から2019年にかけて発行された「第9次紙幣」であり、「第8次紙幣」の発行開始から20年前後で置き換えられている。また、2030年頃より「第10次紙幣」への刷新が予定されており、順調に進めば「第9次紙幣」はわずか15年程度で置き換えられることになる。

## 為替レート
2008年3月14日、アメリカ合衆国ドルとスイス・フランが同じレートとなった。これは歴史上初の出来事である。
| スイスフラン対ドル |  | スイスフラン対円 |
| スイスフラン対ドル |  | スイスフラン対円 |

2015年1月の急騰についてはスイス国立銀行を参照されたい。

## 外貨準備
スイス・フランは世界中の国で外貨準備として用いられており、2011年では第5位の通貨である。
| 表 話 編 歴                | 2019                                                                                | 2018   | 2017   | 2016   | 2015   | 2014   | 2013   | 2012   | 2011   | 2010   | 2009   | 2008   | 2007   | 2006   | 2005   | 2004   | 2003   | 2002   | 2001   | 2000   | 1995   | 1990   | 1985   | 1980   | 1975   | 1970   | 1965   |
| アメリカ・ドル             | 60.75%                                                                              | 61.74% | 62.72% | 65.36% | 65.73% | 65.14% | 61.24% | 61.47% | 62.59% | 62.14% | 62.05% | 63.77% | 63.87% | 65.04% | 66.51% | 65.51% | 65.45% | 66.50% | 71.51% | 71.13% | 58.96% | 47.14% | 56.66% | 57.88% | 84.61% | 84.85% | 72.93% |
| ユーロ （1999年以前はECU） | 20.59%                                                                              | 20.67% | 20.16% | 19.13% | 19.14% | 21.20% | 24.20% | 24.05% | 24.40% | 25.71% | 27.66% | 26.21% | 26.14% | 24.99% | 23.89% | 24.68% | 25.03% | 23.65% | 19.18% | 18.29% | 8.53%  | 11.64% | 14.00% | 17.46% |        |        |        |
| 日本円                     | 5.87%                                                                               | 5.20%  | 4.89%  | 3.95%  | 3.75%  | 3.54%  | 3.82%  | 4.09%  | 3.61%  | 3.66%  | 2.90%  | 3.47%  | 3.18%  | 3.46%  | 3.96%  | 4.28%  | 4.42%  | 4.94%  | 5.04%  | 6.06%  | 6.77%  | 9.40%  | 8.69%  | 3.93%  | 0.61%  |        |        |
| イギリスポンド             | 4.64%                                                                               | 4.42%  | 4.54%  | 4.34%  | 4.71%  | 3.70%  | 3.98%  | 4.04%  | 3.83%  | 3.94%  | 4.25%  | 4.22%  | 4.82%  | 4.52%  | 3.75%  | 3.49%  | 2.86%  | 2.92%  | 2.70%  | 2.75%  | 2.11%  | 2.39%  | 2.03%  | 2.40%  | 3.42%  | 11.36% | 25.76% |
| 中国人民元                 | 1.86%                                                                               |        |        |        |        |        |        |        |        |        |        |        |        |        |        |        |        |        |        |        |        |        |        |        |        |        |        |
| カナダドル                 | 1.94%                                                                               | 1.84%  | 2.02%  | 1.94%  | 1.77%  | 1.75%  | 1.83%  | 1.42%  |        |        |        |        |        |        |        |        |        |        |        |        |        |        |        |        |        |        |        |
| オーストラリア・ドル       | 1.70%                                                                               | 1.62%  | 1.80%  | 1.69%  | 1.77%  | 1.59%  | 1.82%  | 1.46%  |        |        |        |        |        |        |        |        |        |        |        |        |        |        |        |        |        |        |        |
| スイス・フラン             | 0.15%                                                                               | 0.14%  | 0.18%  | 0.16%  | 0.27%  | 0.24%  | 0.27%  | 0.21%  | 0.08%  | 0.13%  | 0.12%  | 0.14%  | 0.16%  | 0.17%  | 0.15%  | 0.17%  | 0.23%  | 0.41%  | 0.25%  | 0.27%  | 0.33%  | 0.84%  | 1.40%  | 2.25%  | 1.34%  | 0.61%  |        |
| オランダ・ギルダー         |                                                                                     |        |        |        |        |        |        |        |        |        |        |        |        |        |        |        |        |        |        |        | 0.32%  | 1.15%  | 0.78%  | 0.89%  | 0.66%  | 0.08%  |        |
| ドイツマルク               |                                                                                     |        |        |        |        |        |        |        |        |        |        |        |        |        |        |        |        |        |        |        | 15.75% | 19.83% | 13.74% | 12.92% | 6.62%  | 1.94%  | 0.17%  |
| フランス・フラン           |                                                                                     |        |        |        |        |        |        |        |        |        |        |        |        |        |        |        |        |        |        |        | 2.35%  | 2.71%  | 0.58%  | 0.97%  | 1.16%  | 0.73%  | 1.11%  |
| その他                     | 2.51%                                                                               | 2.48%  | 2.50%  | 2.37%  | 2.86%  | 2.83%  | 2.84%  | 3.26%  | 5.49%  | 4.43%  | 3.04%  | 2.20%  | 1.83%  | 1.81%  | 1.74%  | 1.87%  | 2.01%  | 1.58%  | 1.31%  | 1.49%  | 4.87%  | 4.89%  | 2.13%  | 1.29%  | 1.58%  | 0.43%  | 0.03%  |
|                            | 出典：World Currency Composition of Official Foreign Exchange Reserves 国際通貨基金 |        |        |        |        |        |        |        |        |        |        |        |        |        |        |        |        |        |        |        |        |        |        |        |        |        |        |